# مقاطعة نوبهار
مقاطعة نوبهار هي مقاطعة في ولاية نواوي في أوزبكستان، ومركزها مدينة بش رباط.